# Тугай, Ариадна Дмитриевна
Тугай Ариадна Дмитриевна (1933—1993) — советский музыкант-арфистка, музыкальный педагог. Заслуженный артист Карельской АССР (1959). Заслуженный артист РСФСР (1979). Основатель арфовой школы на Северо-Западе. Член Всесоюзного общества арфистов (1964).

## Биография
Родилась в Москве в семье инженер-химика Дмитрия Григорьевича Тугай и Таисии Ивановны Набоковой.
Окончила музыкальную школу Петроградского района Ленинграда по классу арфы (педагог Гордзевич Лидия Александровна), во время учёбы в Ленинградской консерватории принимала участие в I Ленинградском конкурсе молодых музыкантов и стала его дипломантом.
В 1957 г., после окончания консерватории, переехала в Петрозаводск.
Работала в симфоническом оркестре Карельского радио и телевидения и в Карельской госфилармонии.
В 1959 г. приняла участие Декаде карельского искусства в Москве.
В репертуаре А. Д. Тугай были произведения И. С. Баха, Г. Ф. Генделя, Ж. Б. Кардона, В. А. Моцарта, а также российских композиторов С. Слонимского и Л. Вишкарева, карельских композиторов Ройне Раутио, Эдуарда Патлаенко. Композитор Александр Белобородов посвятил А. Д. Тугай Концерт для арфы с оркестром.
С открытием филиала Ленинградской государственной консерватории в г. Петрозаводске в 1967 г. А. Д. Тугай стала вести в нём класс арфы. Ряд произведений, исполненных А. Д. Тугай с Симфоническим оркестром записан в Золотой фонд Карельского радио, в издательстве «Музыка» были изданы сборники «Пьесы для арфы» (1968, 1976, 1984 г.), «Пьесы для юношества» (1978 г.). В июне 1993 года А. Д. Тугай выступала на Международном конгрессе арфистов в Копенгагене с пьесой для арфы «Северная русалка» композитора В. Соловьёва. А. Д. Тугай — автор книги «Арфа в России» по истории арфы в России.

## Дискография
- Ариадна Тугай (арфа) 1962
- Камерная музыка карельских композиторов 1962
- Ариадна Тугай(арфа) 1970[5]
- Онеггер, Артюр (композитор ; 1892—1955) Соната для альта и фортепиано [Звукозапись] : соч. 1920 г. : 1. Andante. Vivace. Andante ; 2. Allegretto moderato ; 3. Allegro non troppo / А. Онеггер. Соната № 1 для альта и фортепиано : соч. 1944 г. : 1. Entrée ; 2. Française ; 3. Air ; 4. Final / Д. Мийо. Соната для флейты, альта и арфы : Фа мажор : соч. 1916 г. : 1. Pastorale. Lento, dolce rubato ; 2. Interlude. Tempo di menuetto ; 3. Final. Allegro moderato ma risoluto; [исполняют:] Юрий Крамаров, альт (1―3), Татьяна Воскресенская, фортепиано (1, 2), Станислав Пошехов, флейта (3), Ариадна Тугай, арфа (3) 1973
- Тугай Ариадна (арфа) 1977
- Ариадна Тугай, арфа [Звукозапись] / [играет] Ариадна Тугай, Струнный квинтет, Ленинградский камерный оркестр старинной и современной музыки, дирижёр Э. Серов; переложение для арфы Н. Сабалеты (3―5) 1986
- Раутио, Р. Ветерок [Звукозапись] : [из цикла «Картинки карельской жизни»] / Раутио Р. ; исполняет: А. Тугай, арфа, Государственный симфонический оркестр Карельского телевидения и радио // Произведения к программе по музыке для общеобразовательных школ. — Петрозаводск, 2007. — трек 07 (01:48)
- Искусство народов СССР. Музыка Карелии / исполняет: Государственный симфонический орк. Карельского телевидения и радио, А. Тугай, арфа // Музыка композиторов Карелии [Звукозапись]. — Петрозаводск, 2005. — Вып. 4